# Laphria abdominalis
Laphria abdominalis är en tvåvingeart som beskrevs av Walker 1855. Laphria abdominalis ingår i släktet Laphria och familjen rovflugor. Inga underarter finns listade i Catalogue of Life.